# NGC 7072
NGC 7072 (również PGC 66874) – galaktyka spiralna z poprzeczką (SBcd), znajdująca się w gwiazdozbiorze Żurawia. Odkrył ją John Herschel 5 września 1834 roku.